# کخسس دل منته
کخسس دل منته (به اسپانیایی: Cogeces del Monte) یک شهرستان در اسپانیا است که در استان وایادولید واقع شده‌است.